# Cloris (mare de Carpos)
Segons la mitologia grega, Cloris (en grec antic Χλωρίς) va ser una divinitat, encarnació de la primavera, consagrada als jardins.
Bòreas i el seu germà Zèfir competien pel seu amor, però Zèfir va raptar-la i s'hi va casar, i de la seua unió nasqué Carpo, una de les Hores. Els romans la identificaren amb Flora.